# دوري الدرجة الممتازة الأيرلندي 2010
دوري الدرجة الممتازة الأيرلندي 2010 (بالإنجليزية: 2010 League of Ireland Premier Division) هو الموسم 90 من دوري الدرجة الممتازة الأيرلندي. أشرف على تنظيمه اتحاد أيرلندا لكرة القدم، وكان عدد الأندية المشاركة فيه 10، وفاز فيه نادي شامروك روفرز.